# Filoraba
Filoraba is een geslacht van rechtvleugeligen uit de familie Morabidae. De wetenschappelijke naam van dit geslacht is voor het eerst geldig gepubliceerd in 1976 door Key.

## Soorten
Het geslacht Filoraba  is monotypisch en omvat slechts de volgende soort:
- Filoraba phallica (Key, 1976)